# Sangar
Sangar – osiedle typu miejskiego w azjatyckiej części Rosji, w Jakucji.
Leży na Nizinie Środkowojakuckiej na prawym brzegu Leny; ok. 250 km na północny zachód od Jakucka.
Miejscowość w szybkim tempie się wyludnia – jeszcze w 1989 r. zamieszkiwało w niej ok. 10,1 tys. mieszkańców, w 2005 – już tylko ok. 4,5 tys.
Ośrodek wydobycia węgla kamiennego; przemysł materiałów budowlanych i spożywczy (rybny); przystań rzeczna.
Osada jest ośrodkiem administracyjnym ułusu kobiajskiego.